# Diospyros boliviana
Diospyros boliviana là một loài thực vật có hoa trong họ Thị. Loài này được Rusby mô tả khoa học đầu tiên năm 1927.